# Антропово (Антроповский район)
Антро́пово — посёлок в Костромской области России, административный центр Антроповского муниципального округа.

## История
Возникновение посёлка связано со строительством железной дороги, соединяющей Санкт-Петербург с Вяткой. В 1905 году недалеко от деревни Антропово возникла одноимённая железнодорожная станция. Впоследствии вокруг неё вырос посёлок.
В 1935 году Антропово стало районным центром. В 1959 году Антроповский район упразднен, а большая его часть вошла в состав Палкинского. В 1966 году районный центр перенесён из Палкина в Антропово. В 1977 году Антропово получило статус посёлка городского типа..

## Население
| 1970  | 1979  | 1989  | 2002  | 2008  | 2010  | 2012  |
| ----- | ----- | ----- | ----- | ----- | ----- | ----- |
| 3098  | ↗3417 | ↗4207 | ↘3834 | ↗4032 | ↘3598 | ↘3498 |
| 2013  | 2014  | 2015  | 2016  | 2017  | 2018  |       |
| ↘3439 | ↘3389 | ↘3291 | ↘3266 | ↘3237 | ↘3182 |       |

## Сельское хозяйство
6 сельскохозяйственных предприятий;
19 крестьянско-фермерских хозяйства;
3140 личных подсобных хозяйств;
1 сельскохозяйственный потребительский кооператив «Доверие».

## СМИ
Общественно-политическая газета «Сельская новь»